# Manfred Spatz
Manfred Spatz (* 31. Dezember 1925; † 4. März 2024) war ein deutscher Ringer.
Er wuchs in Feudenheim auf und kam schon als kleiner Junge zum Ringen. Er startete für den ASV Feudenheim, Hermann Brunner war sein erster Trainer. Als Jugendlicher errang er im regionalen Bereich zahlreiche Siege und wurde 1943 zweiter deutscher Jugendmeister im griechisch-römischen Stil. Nach dem Krieg gelang es ihm 1950 die deutsche Meisterschaft im Bantamgewicht, griechisch-römischer Stil, vor Heinz Josten, Hochemmerich und Fritz Abrecht, Viernau, zu erringen. 1951 wurde er im freien Stil im Bantamgewicht Zweiter der deutschen Meisterschaft hinter Ferdinand Schmitz, Köln. 1953 gewann er in Stuttgart-Feuerbach im Bantamgewicht, griechisch-römischer Stil seinen zweiten DM-Titel vor Heinz Heuser, Dettingen und Alfons Furtmayr, Schorndorf.
1950 wurde er in drei Länderkämpfen in der Türkei eingesetzt. Er musste aber die Überlegenheit der türkischen Spitzenringer Suha Karman, Melih Eren und Weltmeister Nasuh Akar anerkennen. Für weitere internationale Einsätze konnte er sich nicht mehr qualifizieren.